# Aciravati
Acirvati a fost un râu vechi care curgea prin ceea ce este acum Nepal și partea de nord a Uttar Pradesh, India. Acesta a fost identificat cu râul modern Rapti.
Aciravati a fost, de asemenea, cunoscut sub numele de Ajiravati sau Airavati. Pelerinul chinez "Yuan Chwang" îl știa ca A-chi-lo. Textele Jain îl menționează ca Eravai.
Orașul antic Sravasti, odată capitala Regatului Kosala, stătea pe malul vestic al Aciravati. A fost un afluent al Sarayu. Acesta a fost unul dintre cele cinci mari râuri care au constituit grupul de râuri Gange. Acesta a fost unul din râurile sacre budiste.